# Шосе 6 (Альберта)
Шосе провінції Альберта № 6, яке зазвичай називають шосе 6 — шосе з півночі на південь на півдні Альберти, Канада. Воно простягається приблизно на 74 кілометри від межі Альберти з Монтаною до шосе 3.
Шосе 6 є частиною Ковбойської стежки між шосе 5 у національному парку Вотертон-Лейкс і шосе Кроуснест, де Ковбойська стежка слідує за шосе 3 до шосе 22 і продовжується на північ.

## Опис маршруту
Шосе Монтани 17 у Національному парку Глейшер стає шосе Альберта 6 у Національному парку Вотертон-Лейкс, коли він перетинає кордон Канади та Сполучених Штатів у Чіф-Маунтін. Як правило, подорожуючи в північному напрямку від гори Чіф, шосе забезпечує доступ до Гамлет-оф- Вотертон-Парк через шосе 5 і проходить через село Твін-Батт і місто Пінчер-Крік. Шосе 6 закінчується на шосе 3 на північ від Пінчер-Крік.